# Ладивер, Элиаш
Элиаш Ладивер (словац. Eliáš Ladiver, род. около 1633, Жилина — 2 апреля 1686 года, Прешов) — словацкий профессор Прешовской школы, философ
 и драматург.

## Биография
Родился в учительской семье, образование получил в Левоче, Братиславе и Шарошпатаке (Венгрия), где его учителем был Ян Амос Коменский, а также в немецких университетах (в Виттенберге и Магдебурге). В 1655 году стал ректором школы в Жилине, в 1661 году перешёл работать в Бардеевскую гимназию. Недолго служил лютеранским пастором, позже уехал работать в евангелическую коллегию в Прешове, где преподавал логику. После закрытия коллегии снова в (1672 году) стал пастором, теперь уже в Тисовце.
Элиаш Ладивер был выдающимся педагогом. Благодаря ему Бардеевская школа и Прешовская коллегия вышли на высокий уровень образования. Параллельно со старыми схоластическими методами преподавания он стал применять некоторые преподавательские принципы Яна Амоса Коменского, стараясь приблизить обучение в школе к практическим жизненным потребностям.
Эмигрантом жил в Торуни, Гданьске, Кралёвце (ныне территория России, Калининград), Лешне (Польша) и Йене (Германия). В 1678 — 1681гг. был ректором школы в Трансильвании. Позже вернулся в Прешов во вновь открывшуюся коллегию.

## Творчество и мышление
Элиаш Ладивер был сторонником философии Аристотеля и протестантским схоластом.
Писал философские трактаты, сценарии школьных спектаклей полемического характера. Также занимался вопросами логики, этики, риторики и метафизики, что прослеживается и в его трудах.

## Произведения
- 1656 — Poznámky o duši (Annotationes in pneumaticam)
- 1658 — Poznámky o logike (Annotationes in logicam)
- 1662 — Neochvejný dôkaz (Assertio immota)
- 1667 — O atómoch proti Camanovi (De atomis contra Zabanium)
- 1668 — Vo viere stály Eleazár (Eleazar constans), театральная постановка, развивающая библейский сюжет о герое, отказавшемся действовать против своих убеждений и веры
- 1669 — Udatný Papinián (Papinianus tetragonos), театральная постановка с античным сюжетом, о роли морали в спасении от бесправия и насилия
- 1671 — Pravidlá logiky (Summulae logicae)